# 细柄繁缕
细柄繁缕（学名：Stellaria petiolaris）为石竹科繁缕属的植物，为中国的特有植物。分布于中国大陆的西藏、四川、云南等地，生长于海拔1,800米至3,700米的地区，多生于云杉林、灌丛草甸中、高山栎林下及阳处，目前尚未由人工引种栽培。

## 异名
- Stellaria capillipes (Franch.) C. Y. Wu